# Silkesstjärtad nattskärra
Silkesstjärtad nattskärra (Antrostomus sericocaudatus) är en fågel i familjen nattskärror.

## Utseende och läte
Silkesstjärtad nattskärra är en stor nattskärra med långa vingar och en mörk fjäderdräkt. På ovansidan syns svartbruna breda fläckar och streck, på undersidan vita fläckar. I nacken syns en beigefärgad krage. Hanen har vit spets på stjärten, honan beige. Sången består av ett sorgesamt och böljande "doh, wheo, eeo", som ofta upprepas under långa perioder.

## Utbredning och systematik
Silkesstjärtad nattskärra delas in i två underarter:
- A. s. sericocaudatus – från sydöstra Brasilien till östra Paraguay och nordöstra Argentina
- A. s. mengeli – i norra Peru, nordvästra Bolivia och norra Brasilien

### Släktestillhörighet
Arten placerades tidigare i Caprimulgus men genetiska studier visar att den står närmare Phalaenoptilus och Nyctiphrynus.

## Levnadssätt
Silkesstjärtad nattskärra hittas i skogar, både inuti och vid dess kanter. Den föredrar buskiga områden och platser med rik förekomst av bambu i undervegetationen.

## Status och hot
Arten har ett stort utbredningsområde, men tros minska i antal, dock inte tillräckligt kraftigt för att den ska betraktas som hotad. Internationella naturvårdsunionen IUCN listar arten som livskraftig (LC).